# Obila paularia
Obila paularia är en fjärilsart som beskrevs av W. Warren 1908. Obila paularia ingår i släktet Obila och familjen mätare. Inga underarter finns listade i Catalogue of Life.